# Enrique Granados Aumacellas
Enrique Granados Aumacellas (Barcelona, 9 de agosto de 1934-Buñola, Baleares; 27 de octubre de 2018) fue un nadador olímpico español.

## Biografía
Fue hijo del también nadador olímpico Enrique Granados Gal y nieto del compositor de música Enrique Granados.
Compitió en los Juegos Olímpicos de 1952 en los 400 y 1500 m libres.
Fue presidente de la Federación Balear de Natación.